# ゴークアオ県
ゴークアオ県（ゴークアオけん、ベトナム語：Huyện Gò Quao / 縣塸槁）は、ベトナム社会主義共和国キエンザン省の県。面積は424.4km²、人口は145,780人（2018年）である。

## 行政区画
1市鎮10社から構成される。